# هنری پنجم (فیلم ۱۹۸۹)
هنری پنجم (به انگلیسی: Henry V) فیلمی ۱۳۷ دقیقه‌ای در سبک درام به کارگردانی و بازی کنت برانا محصول سال ۱۹۸۹ بریتانیا است. فیلم مورد توجه و تشویق منتقدین جهانی قرار گرفت به خصوص برای بازی و کارگردانی خوب کنت برانا و همچنین موسیقی زیبا و تأثیرگذار پاتریک دویل که توسط ارکستر سمفونیک بیرمنگام و به رهبری سایمون رتل اجرا شد. این فیلم به عنوان یکی از بهترین اقتباس‌ها از آثار ویلیام شکسپیر در تمام دوران شناخته می‌شود. هم‌اکنون این اثر امتیاز ۷٫۷ از سایت IMDB، امتیاز نادر ۱۰۰٪ از سایت راتن تومیتوز و امتیاز ۸۳/۱۰۰ را از سایت متاکریتیک کسب کرده‌است. همچنین این فیلم توانست در لیست بهترین فیلم‌ها بر اساس آثار شکسپیر در سایت راتن تومیتوز با بالاتر قرار گرفتن از آثاری همچون آشوب آکیرا کوروساوا و هملت کنت برانا در رتبه نخست قرار گیرد.
موضوع این فیلم برگرفته از نمایشنامه هنری پنجم ویلیام شکسپیر در مورد فتح خونین فرانسه به دست پادشاه انگلیسی بنام هنری پنجم می‌باشد …

## داستان
فیلم با حضور شخصیتی به‌نام «کُرُس» آغاز می‌شود؛ در این اقتباس، او فردی با پوشش امروزی است که موضوع نمایش را معرفی می‌کند. او در میان یک استودیوی خالی قدم می‌زند و تک‌گویی خود را با گشودن درهایی که آغازگر کنش اصلی فیلم است، به پایان می‌رساند. کُرس در طول فیلم چندین بار ظاهر می‌شود و با سخنانش به روشن شدن و پیشرفت روایت کمک می‌کند.
تقسیم‌بندی پرده‌ها در این خلاصه برگرفته از ساختار نمایش اصلی است، نه از ساختار فیلم.

### پرده اول
در اوایل سدهٔ پانزدهم در انگلستان، اسقف الی و اسقف اعظم کانتربری با یکدیگر تبانی می‌کنند تا شاه جوان، هنری پنجم را از تصویب فرمانی که می‌تواند دارایی‌های کلیسا را مصادره کند، منصرف کنند. آنان تصمیم می‌گیرند او را به جنگ با فرانسه ترغیب کنند. اسقف اعظم وارد تالار سلطنتی می‌شود و برای مشاوران شاه توضیح می‌دهد که هنری، براساس بی‌اعتباری قانون سالیک، وارث قانونی تاج‌وتخت فرانسه است. با حمایت اشراف‌زادگان دوک اکستر و ارل وست‌مورلند، کشیشان موفق می‌شوند هنری را متقاعد کنند که اگر ادعای سلطنتش بر تاج‌وتخت فرانسه رد شود، جنگ را آغاز کند.
هنری فرستاده‌ای از سوی دوفَن فرانسه به نام «مونژوی» را فرا می‌خواند. پاسخ توهین‌آمیز دوفن به‌شکل ارسال یک صندوق توپ تنیس به شاه می‌رسد. اکستر از این توهین برآشفته می‌شود، اما هنری در ظاهر آرام می‌ماند و تصمیم خود برای حمله به فرانسه را اعلام کرده و تدارک جنگ را آغاز می‌کند.
در همین حال، فالستاف بیمار در مهمان‌خانهٔ میسترس کوئیکلی بستری است. دوستانش، باردولف، پیستول و نیم خاطرات روزهایی را مرور می‌کنند که همراه با هنری، پیش از سلطنتش، خوش می‌گذراندند و اکنون طرد شده‌اند.

### پرده دوم
هنری سه خیانت‌کار بلندمرتبه را با زیرکی فریب می‌دهد تا حکم خود را صادر کنند: او نظرشان را دربارهٔ مجازات مردی که در مستی به شاه توهین کرده، می‌پرسد. آن‌ها توصیه می‌کنند که شاه رحم نکند. سپس هنری فاش می‌کند که از خیانت آنان آگاه است. خیانت‌کاران خنجر می‌کشند اما بلافاصله به دست اشراف وفادار هنری سرکوب می‌شوند. اکستر آن‌ها را به جرم خیانت بازداشت کرده و هنری دستور اعدامشان را پیش از عبور از کانال مانش صادر می‌کند. فالستاف می‌میرد و باردولف، پیستول، نیم و پیشخدمت فالستاف، رابین، راهی فرانسه می‌شوند.
در همین حال، در فرانسه، شارل ششم و اشراف‌زادگانش دربارهٔ تهدید هنری گفتگو می‌کنند. دوفن، که لجوج و ترسو تصویر شده، از هنری نمی‌هراسد، اما شاه شارل و کانتسابل فرانسه نگران‌اند. اکستر، در زره کامل، وارد می‌شود و پیام تهدیدآمیز هنری را می‌رساند: اگر تاج فرانسه داده نشود، با زور گرفته خواهد شد. او همچنین پیامی تحقیرآمیز به دوفن می‌دهد. شاه شارل قول می‌دهد فردا پاسخ دهد.

### پرده سوم
هنری در سخنرانی‌ای انگیزشی برای سربازانش، آن‌ها را به حمله به شهر محصور هارفلور تشویق می‌کند. چون دوفن دیر می‌رسد، فرماندار شهر تسلیم می‌شود به شرطی که هنری به مردم شهر آسیبی نرساند. هنری از اکستر می‌خواهد استحکامات شهر را ترمیم کند.
کاترین والوا، شاهزادهٔ فرانسوی که پیش‌تر برای ازدواج با هنری در نظر گرفته شده بود، از ندیمه‌اش آلیس می‌خواهد به او واژه‌های انگلیسی اعضای بدن را یاد بدهد. آن‌ها واژه‌ها را با تلفظ نادرست می‌گویند و با بازی زبانی واژه «foot» در فرانسوی، شوخی می‌کنند. در لحظه‌ای ساکت، کاترین به پدرش و درباریان می‌نگرد و نگرانی آنان را درمی‌یابد. شارل سرانجام به اشراف خود دستور می‌دهد که با سپاه هنری مقابله کنند و او را اسیر بازگردانند.
سربازان انگلیسی در حالی‌که درگیر بیماری و هوای بد هستند، به‌سوی کاله می‌کوشند. باردولف به‌دلیل غارت کلیسا به دار آویخته می‌شود. مونژوی از سوی فرانسه می‌آید و درخواست پرداخت خون‌بها می‌کند یا پیشنهاد می‌دهد که هنری خود و ارتش بیمار و ضعیفش را تسلیم کند. هنری رد می‌کند و می‌گوید همین سپاه نیز برای مقابله کافی است.

### پرده چهارم
در شب پیش از نبرد آزینکور (۱۴۱۵)، در اردوگاه پرهیاهوی فرانسوی، اشراف بی‌صبرانه انتظار سپیده‌دم را می‌کشند و پیداست که دوفن میان آنان محبوب نیست. اما در اردوگاه خاموش و محتاط انگلیسی، هنری پس از دیدار با برادرانش، دوک گلوسستر و دوک بدفورد، و همچنین سِر توماس ارپینگهم، تصمیم می‌گیرد تا از حال لشکریانش آگاه شود. او در هیبتی مبدل در اردوگاه می‌گردد. پیستول او را نمی‌شناسد. سپس با گروهی سرباز از جمله «بیتس» و «ویلیامز» روبه‌رو می‌شود و دربارهٔ مسئولیت شاه در قبال کشته‌ها بحث می‌کنند. هنری و ویلیامز تا آستانهٔ درگیری می‌رسند و قرار می‌گذارند اگر زنده ماندند، فردا با هم بجنگند. پس از رفتن آنان، هنری تنها می‌ماند و با مونولوگی از بار مسئولیتش می‌گوید و از خدا یاری می‌طلبد.
صبح روز بعد، ارتش انگلیس پنج‌برابر کمتر از دشمن است. هنری با سخنرانی روز سن کریسپین نیروهایش را تشویق می‌کند و با عصبانیت، پیشنهاد دوبارهٔ مونژوی را برای پرداخت خون‌بها رد می‌کند. نبرد با حملهٔ سواره‌نظام فرانسه آغاز می‌شود، اما کمان‌دارهای انگلیسی و ضدحملهٔ آنان، صفوف دشمن را از پا درمی‌آورند. با کشته شدن کانتسابل، فرانسوی‌ها درمی‌یابند که شکست خورده‌اند. برخی به عقب خط دشمن نفوذ می‌کنند و با نادیده گرفتن شرافت سلحشوری، پیشخدمت‌های جوان و بی‌دفاع انگلیسی (از جمله رابین) را می‌کشند و چادرهایشان را به آتش می‌کشند. هنری و افسرش فلوئلن با این صحنه روبه‌رو می‌شوند و هنوز مبهوت‌اند که مونژوی خبر تسلیم فرانسه را می‌آورد.
هنری دستکش ویلیامز را بازمی‌گرداند، این‌بار بی‌پوشش و ویلیامز درمی‌یابد که شب گذشته با خود شاه در حال بحث بوده است.
پرده با یک پلان تعقیبی چهار دقیقه‌ای پایان می‌یابد، در حالی‌که سرود Non nobis خوانده می‌شود و کشته‌ها و مجروحان را از میدان خارج می‌کنند. هنری خود، پیکر رابین را حمل می‌کند.

### پرده پنجم
سرانجام، مذاکرات برای اعلام هنری به‌عنوان شاه مشترک انگلستان و فرانسه آغاز می‌شود. در حین مذاکرات پیمان تروا، هیئت‌های سلطنتی فرانسه و انگلستان استراحتی می‌کنند و هنری به‌تنهایی با کاترین گفتگو می‌کند. او به کاترین اطمینان می‌دهد که با ازدواج با شاهزادهٔ فرانسوی، به مردم فرانسه احترام می‌گذارد و عشق خود را نیز ابراز می‌کند. پس از بازگشت هیئت‌ها، هنری آغازگر دوران جدیدی از صلح میان دو کشور را اعلام می‌کند. فیلم با سخنان کُرس به پایان می‌رسد، که تاریخ پس از وقایع فیلم را بازگو می‌کند و به از دست رفتن تاج‌وتخت فرانسه توسط هنری ششم انگلستان ختم می‌شود.

## جوایز
این فیلم برنده اسکار بهترین طراحی لباس و کاندیدای دو اسکار دیگر (کاندیدای اسکار بهترین کارگردانی-کاندیدای اسکار بهترین بازیگر نقش اول مرد) در سال ۱۹۹۰ شد.